# Zhangye
Zhangye léase: Zhang-Ye (en chino, 张掖市; pinyin, Zhāngyè shì) es una ciudad-prefectura en la provincia de Gansu, República Popular China. A una distancia aproximada de 450 kilómetros de la capital provincial. Las montañas Qilian corren al sur. Limita al norte con Mongolia Interior, al sur con la provincia de Qinghai, al oeste con Jiuquan y al este con Jinchang. Su área ocupa 42 000 km² y su población es de 1,27 millones.

## Administración
La ciudad prefectura de Zhangye se divide en 1 distrito, 4 condados y 1 condado autónomo:
- Distrito Ganzhou 甘州区
- Condado Minle 民乐县
- Condado Linze 临泽县
- Condado Gaotai 高台县
- Condado Shandan 山丹县
- Condado autónomo Sunan Yugur 肃南裕固族自治县

## Historia
Lo que hoy es la ciudad, fue el centro de una importante ruta histórica a través del corredor de Hexi (河西走廊), parte de la gran Ruta de la Seda del norte. De hecho el nombre de la ciudad es una contracción de zhángguóbìye, yîtōngxīyù (张国臂掖，以通西域) que significa "extender los brazos del país a través de las regiones del oeste", frase documentada en Han Shu
La ciudad era conocida anteriormente como Ganzhou (甘州), un nombre que aun existe como condado de esta ciudad. En Los viajes de Marco Polo, Polo la describe como Campichu.

## Clima
Zhángye está localizada en el distante oeste de la provincia de Gansu. Limitando al norte con la provincia de Mongolia Interior y al sur con la provincia de Qinghai. En esta zona se encuentran numerosos ríos, abundante luz solar y un suelo fértil, lo cual es importante para la agricultura de la región.
| Parámetros climáticos promedio de Zhangye (1971−2000) | Parámetros climáticos promedio de Zhangye (1971−2000) | Parámetros climáticos promedio de Zhangye (1971−2000) | Parámetros climáticos promedio de Zhangye (1971−2000) | Parámetros climáticos promedio de Zhangye (1971−2000) | Parámetros climáticos promedio de Zhangye (1971−2000) | Parámetros climáticos promedio de Zhangye (1971−2000) | Parámetros climáticos promedio de Zhangye (1971−2000) | Parámetros climáticos promedio de Zhangye (1971−2000) | Parámetros climáticos promedio de Zhangye (1971−2000) | Parámetros climáticos promedio de Zhangye (1971−2000) | Parámetros climáticos promedio de Zhangye (1971−2000) | Parámetros climáticos promedio de Zhangye (1971−2000) | Parámetros climáticos promedio de Zhangye (1971−2000) |
| Mes                                                   | Ene.                                                  | Feb.                                                  | Mar.                                                  | Abr.                                                  | May.                                                  | Jun.                                                  | Jul.                                                  | Ago.                                                  | Sep.                                                  | Oct.                                                  | Nov.                                                  | Dic.                                                  | Anual                                                 |
| ----------------------------------------------------- | ----------------------------------------------------- | ----------------------------------------------------- | ----------------------------------------------------- | ----------------------------------------------------- | ----------------------------------------------------- | ----------------------------------------------------- | ----------------------------------------------------- | ----------------------------------------------------- | ----------------------------------------------------- | ----------------------------------------------------- | ----------------------------------------------------- | ----------------------------------------------------- | ----------------------------------------------------- |
| Temp. máx. media (°C)                                 | 0.1                                                   | 3.6                                                   | 10.0                                                  | 17.9                                                  | 23.5                                                  | 27.2                                                  | 29.3                                                  | 28.2                                                  | 23.2                                                  | 16.3                                                  | 8.0                                                   | 1.7                                                   | 15.8                                                  |
| Temp. mín. media (°C)                                 | −16.2                                                 | −12.2                                                 | −4.8                                                  | 2.2                                                   | 7.8                                                   | 11.6                                                  | 14.2                                                  | 13.3                                                  | 7.8                                                   | 0.1                                                   | −6.9                                                  | −13.7                                                 | 0.3                                                   |
| Precipitación total (mm)                              | 1.4                                                   | 1.2                                                   | 3.8                                                   | 4.8                                                   | 11.7                                                  | 24.1                                                  | 29.6                                                  | 29.2                                                  | 16.6                                                  | 4.6                                                   | 2.0                                                   | 1.4                                                   | 130.4                                                 |
| Días de precipitaciones (≥ 0.1 mm)                    | 2.4                                                   | 1.8                                                   | 2.8                                                   | 3.0                                                   | 4.4                                                   | 7.4                                                   | 9.4                                                   | 8.3                                                   | 5.4                                                   | 2.5                                                   | 1.8                                                   | 2.4                                                   | 51.6                                                  |
| Fuente: Weather China                                 |                                                       |                                                       |                                                       |                                                       |                                                       |                                                       |                                                       |                                                       |                                                       |                                                       |                                                       |                                                       |                                                       |